# Leon Wiegard
Leonard Albert Wiegard, detto Leon (22 maggio 1939), è un ex pallanuotista australiano.
Ha rappresentato l'Australia, alle Olimpiadi di Tokyo 1964 e di Monaco di Baviera 1972, disputando il torneo di pallanuoto.
Nel 2005 è stato insignito della Medaglia dell'Ordine dell'Australia.
Nel 2012 è stato inserito nella Water Polo Australia Hall of Fame.
Era il fratello di Keith Wiegard, anch'esso pallanuotista olimpico.